# Vitor Paulo
Vitor Paulo Araújo dos Santos (Niterói, 22 de novembro de 1964) é um jornalista, pastor, político e radialista brasileiro. Filiado ao Republicanos, foi deputado federal pelo Distrito Federal e pelo Rio de Janeiro e deputado distrital do Distrito Federal. O político já foi filiado anteriormente ao Partido da Social Democracia Brasileira (PSDB).

## Carreira política
Nas eleições de 2002, Vitor Paulo recebeu 10.573 votos como candidato a deputado distrital do Distrito Federal pelo Partido da Social Democracia Brasileira (PSDB), ficando como suplente do partido. Já nas eleições de 2010, Vitor foi eleito deputado federal pelo Rio de Janeiro para a 54ª legislatura (2011–2015) da Câmara dos Deputados do Brasil. Na ocasião, como candidato pelo Partido Republicano Brasileiro (PRB), atual Republicanos, obteve 157.580 votos, sendo o 4ª candidato mais votado para o cargo no estado.
Nas eleições de 2014, novamente como candidato pelo PRB, Vitor Paulo obteve 71.381 votos para o cargo de deputado federal pelo Distrito Federal, ficando como suplente do partido. No dia 28 de maio de 2018, o político tomou posse como deputado federal para a 55ª legislatura (2015–2019) da Câmara dos Deputados no lugar de Ronaldo Fonseca, que havia sido empossado no mesmo dia como ministro-chefe da Secretaria-Geral da Presidência da República.
No dia 1º de janeiro de 2019, Vitor Paulo foi empossado secretário distrital de Relações Institucionais do Distrito Federal pelo governador Ibaneis Rocha. Ficou no cargo até 4 de agosto de 2021, sendo sucedido pelo filho, Vitor Paulo Junior.